# Iso-Toramoselkä
Iso-Toramoselkä är en kulle i Finland. Den ligger i Rovaniemi i landskapet Lappland, i den norra delen av landet, 700 km norr om huvudstaden Helsingfors. Toppen på Iso-Toramoselkä är 234 meter över havet, eller 62 meter över den omgivande terrängen. Bredden vid basen är 1,5 km.
Terrängen runt Iso-Toramoselkä är huvudsakligen platt. Runt Iso-Toramoselkä är det mycket glesbefolkat, med 2 invånare per kvadratkilometer. Det finns inga samhällen i närheten. 